# Parafia św. Andrzeja Boboli w Śnietnicy

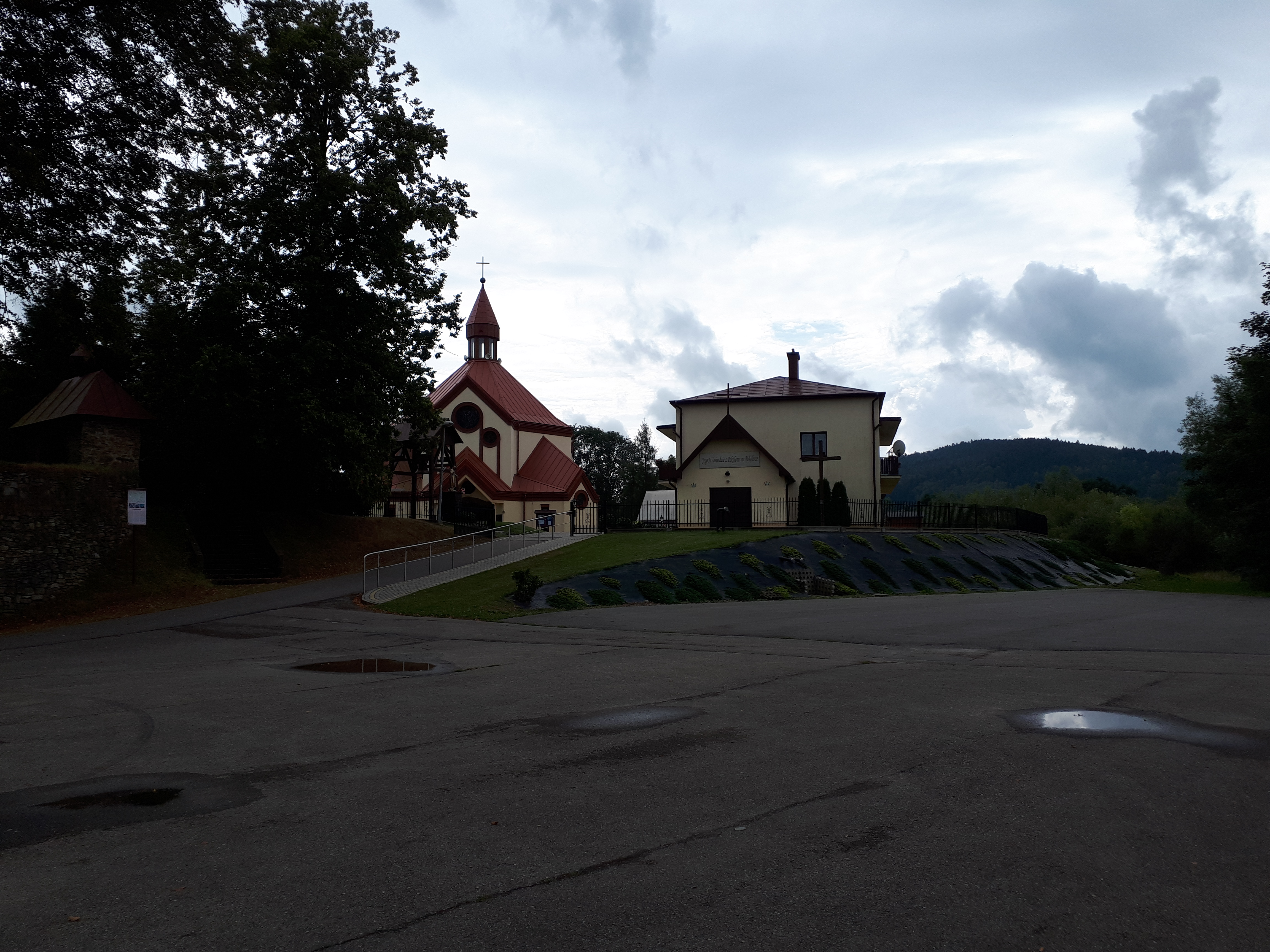
Kościół parafialny i plebania (Śnietnica)

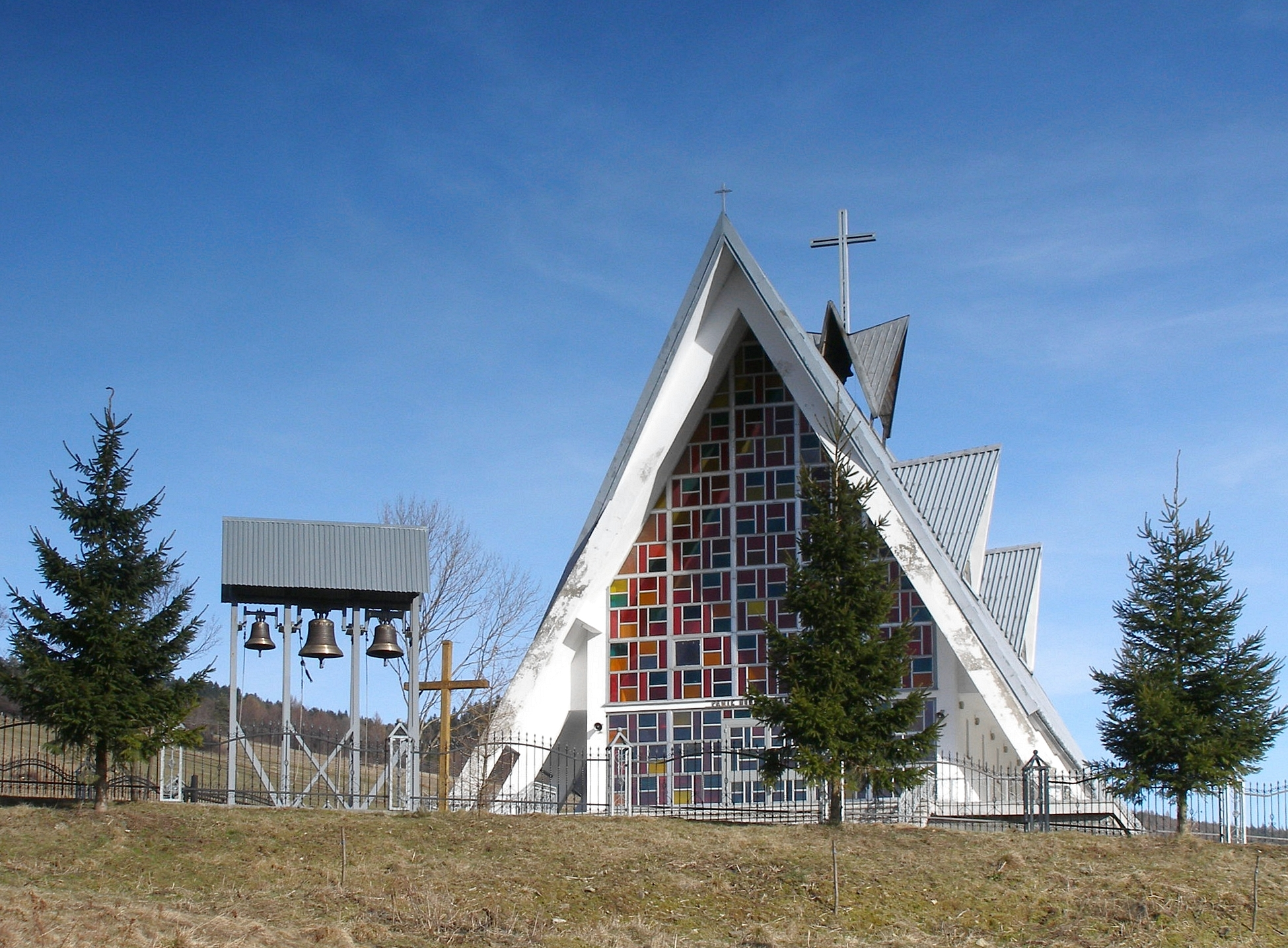
Kościół filialny w Stawiszy

Parafia św. Andrzeja Boboli w Śnietnicy – parafia rzymskokatolicka znajdująca się w diecezji tarnowskiej, w dekanacie Ropa. Do roku 1998 parafia należała do dekanatu grybowskiego.
Do parafii należą wierni z miejscowości: Śnietnica (z kościołem parafialnym św. Andrzeja Boboli) i Stawisza (z kościołem filialnym Przemienienia Pańskiego).

## Historia
Parafia rzymskokatolicka została powołana do istnienia 1 sierpnia 1938 roku. Patronem parafii został św. Andrzej Bobola, którego trzy miesiące wcześniej kanonizował papież Pius XI. Do roku 1997 wierni Śnietnicy użytkowali (jako kościół parafialny) Cerkiew św. Dymitra. Od tego czasu przejęli ją wierni wyznania greckokatolickiego. Wierni w tym czasie przenieśli się do kaplicy na plebanii, która służyła jako kościół parafialny. Dokładnie w ostatnią niedzielę kwietnia roku 1997 dokonano przeniesienia Najświętszego Sakramentu z cerkwi do nowo wybudowanej kaplicy. Podjęto starania, aby wierni mogli razem z grekokatolikami użytkować świątynię. Później zapadła decyzja o budowanie nowego kościoła (parafialnego). Starania o budowę nowego kościoła w Śnietnicy rozpoczęły się jesienią 2010 roku. 3 września 2012 roku starosta gorlicki wydał decyzję, na podstawie której parafia Rzymskokatolicka może rozpocząć prace budowlane przyszłej nowej świątyni. Obecny kościół parafialny został wzniesiony w roku 2012–2015. Został poświęcony i konsekrowany przez biskupa tarnowskiego Andrzeja Jeża w dniu 3 września 2016 roku.
Parafia ta jest miejscem kultu św. Andrzeja Boboli (patrona kościoła i parafii). W miejscowym kościele parafialnym znajdują się relikwię św. Andrzeja Boboli nieopodal w głównym ołtarzu obraz tego świętego, przed kościołem stoi jego pomnik oraz „Dróżki Bobolowe” – ukazujące życie św. Boboli. Każdy 16. dzień miesiąca to nabożeństwo do św. Andrzeja Boboli tzw. „Bobolówka”, podczas której odczytywane jest wiele intencji, gromadzi ona pielgrzymów spoza parafii. Przy parafii prowadzona jest kronika otrzymanych łask.

## Proboszczowie
- ks. Jan Dryja, 1936–1946[2]
- ks. Karol Mazur, 1946–1948[2]
- ks. Konstanty Cabaj, 1948–1952[2]
- ks. Stanisław Cebula, 1952–1957[2]
- ks. Michał Czyrnek, 1957–1958[2]
- ks. Marian Więcek, 1958–1966[2]
- ks. Władysław Jemioło, 1966–1991[2]
- ks. Andrzej Ogrodnik, 1991–1996[3]
- ks. Marian Konwent, 1996–2010[3]
- ks. Józef Rosiek, od 15 sierpnia 2010[9]